# ТЕС Тіарет
ТЕС Тіарет – теплова електростанція на півночі Алжиру. Знаходиться на південно-східній околиці однойменного міста, розташованого в хребті Тель-Атлас у 120 кілометрах від узбережжя Середземного моря та у двох сотнях кілометрів на південний захід від столиці країни міста Алжир.
Станція складається із встановлених на роботу у відкритому циклі газових турбін, введених в експлуатацію кількома чергами:
- у 1978-му запустили чотири турбіни виробництва компанії Westinghouse потужністю по 30 МВт;
- в 1988 та 1989 роках ввели три потужніші турбіни виробництва General Electric типу 9001E по 100 МВт.
Станція споживає природний газ, що надходить по газотранспортному коридору Хассі-Р'Мель – Арзу.